# إعادة تأهيل دهليزي
إعادة التأهيل الدهليزي، يُسمى أيضًا العلاج بإعادة التأهيل الدهليزي، هو علاج طبيعي متخصص يستخدم لعلاج الاضطرابات أو الأعراض الدهليزية، وتتميز بالدوخة والدوار ومشاكل في التوازن والوضعية والرؤية. قد تؤدي هذه الأعراض الأولية إلى أعراض ثانوية مثل الغثيان والإعياء وقلة التركيز. يمكن لجميع أعراض الاضطراب الدهليزي أن تقلل بشكل كبير من جودة الحياة، ما يؤدي إلى ظهور مشاكل عقلية وعاطفية مثل القلق والاكتئاب، وتؤثر بشكل كبير على الفرد وتجعله أكثر خمولًا. يؤدي نقص الحركة إلى ضعف العضلات، ونقص مرونة المفاصل، وانخفاض الطاقة، بالإضافة إلى انخفاض النشاط الاجتماعي والمهني. يمكن استخدام العلاج بإعادة التأهيل الدهليزي بالترافق مع العلاج السلوكي المعرفي بهدف الحد من القلق والاكتئاب الناتج عن تغيير نمط حياة الفرد.

## اضطرابات الجهاز الدهليزي
يشير مصطلح «الدهليزي» إلى نظام الأذن الداخلية بقنواته المليئة بالسائل والمسؤولة عن التوازن والتوجيه المكاني. تشمل بعض الاضطرابات الدهليزية الشائعة التهاب العصب الدهليزي ومرض منيير والانضغاط العصبي. يمكن أن يحدث الخلل الدهليزي بجانب واحد، ما يؤثر على جانب واحد فقط من الجسم، أو بشكل ثنائي، ويؤثر على كلا الجانبين.
يُطلق على الاضطراب الدهليزي الأكثر شيوعًا اسم دوار الوضعة الانتيابي الحميد. يتميز دوار الوضعة الانتيابي الحميد بالشعور المؤقت بالدوار المرتبط بعدم وضوح الرؤية بوضعيات معينة للرأس. قد يؤثر هذا المرض على القنوات الدهليزية الأمامية أو الخلفية أو الأفقية. أبلغت الدراسات أن القناة الخلفية هي القناة الأكثر إصابة، تُصاب في 80% من المرضى الذين شُخصوا بدوار الوضعة الانتيابي الحميد. قد تشير العديد من الاختبارات الموضعية مثل اختبار ديكس-هول بايك، واختبار تدوير الرأس أثناء الاستلقاء، واختبار الرأرأة مع هز الرأس، إلى القناة التي تتأثر بدوار الوضعة الانتيابي الحميد.
غالبًا ما يكون الضرر الدهليزي غير عكوس وتستمر الأعراض. رغم أن الجسم يعوض بشكل طبيعي عن الخلل الدهليزي (كما هو الحال مع الخلل الوظيفي أو النقص بأيٍ من الحواس)، تعزز إعادة التأهيل الدهليزي عملية التعويض للحد من الأعراض الأولية والثانوية. في حالات الخلل الدهليزي المزمن، لا تسمح الأدوية المثبطة للجهاز الدهليزي للجهاز العصبي بالتعويض. فتعد الأدوية طويلة الأمد غير مناسبة للتطبيق على الأفراد الذين يعانون من خلل وظيفي مزمن في الجهاز الدهليزي. لهذا السبب، يعد العلاج بإعادة التأهيل الدهليزي بديلًا أفضل للخلل الدهليزي طويل الأمد. مع ذلك، تكون بعض الأدوية، مثل مضادات الكولين ومضادات الهيستامين والبنزوديازيبينات، مفيدة في الحالات الحادة (لمدة 5 أيام أو أقل) لتقليل الغثيان والأعراض الثانوية الأخرى.

## تمارين إعادة التأهيل
تكون عملية إعادة التأهيل الدهليزي نوعية للاختلال الوظيفي الذي يعاني منه المريض. تسعى بعض طرق العلاج إلى القضاء على سبب الخلل الدهليزي، بينما يسمح بعضها الآخر للدماغ بالتعويض عن الخلل دون استهداف السبب. الهدف من الطرق الأولى هو علاج دوار الوضعة الانتيابي الحميد، بينما تعالج الطرق الأخرى ضعف وظيفة الجهاز الدهليزي الذي لا يمكن علاجه. يجب أن تبدأ عملية العلاج في أقرب وقت ممكن لتقليل مخاطر السقوط. يجب أن يبدأ المريض التمارين ببطء، ويزيد تدريجيًا من كثافتها ومدتها، ويجب أن يرافقه معالج مريح يسهل الوصول إليه، إذ يؤثر كل من الانزعاج والحالات العاطفية السيئة سلبًا على العلاج.